# Vincetoxicum hirundinaria

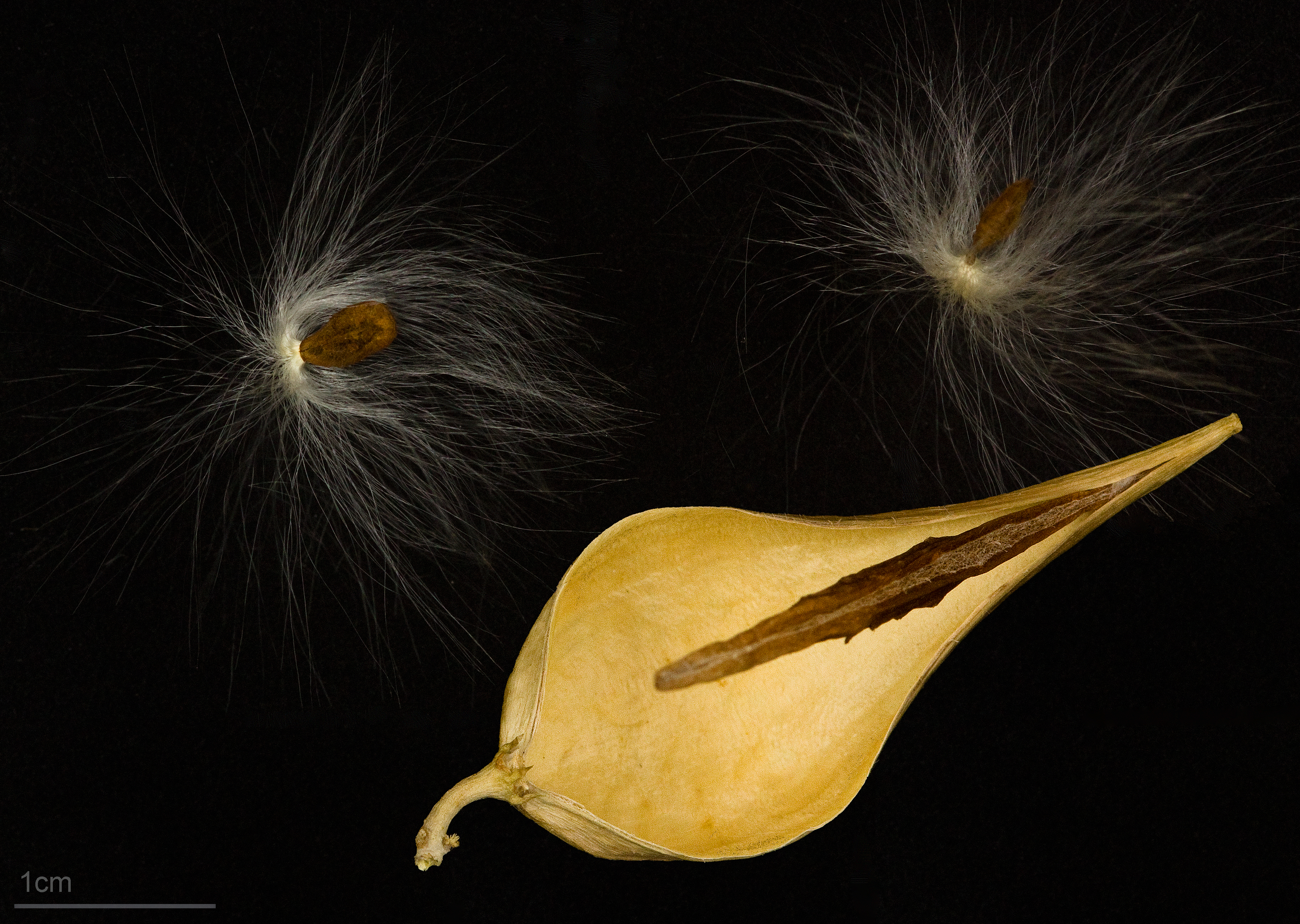
Vincetoxicum hirundinaria

El vencetósigo (Vincetoxicum hirundinaria) es una especies de la familia de las asclepiadáceas.

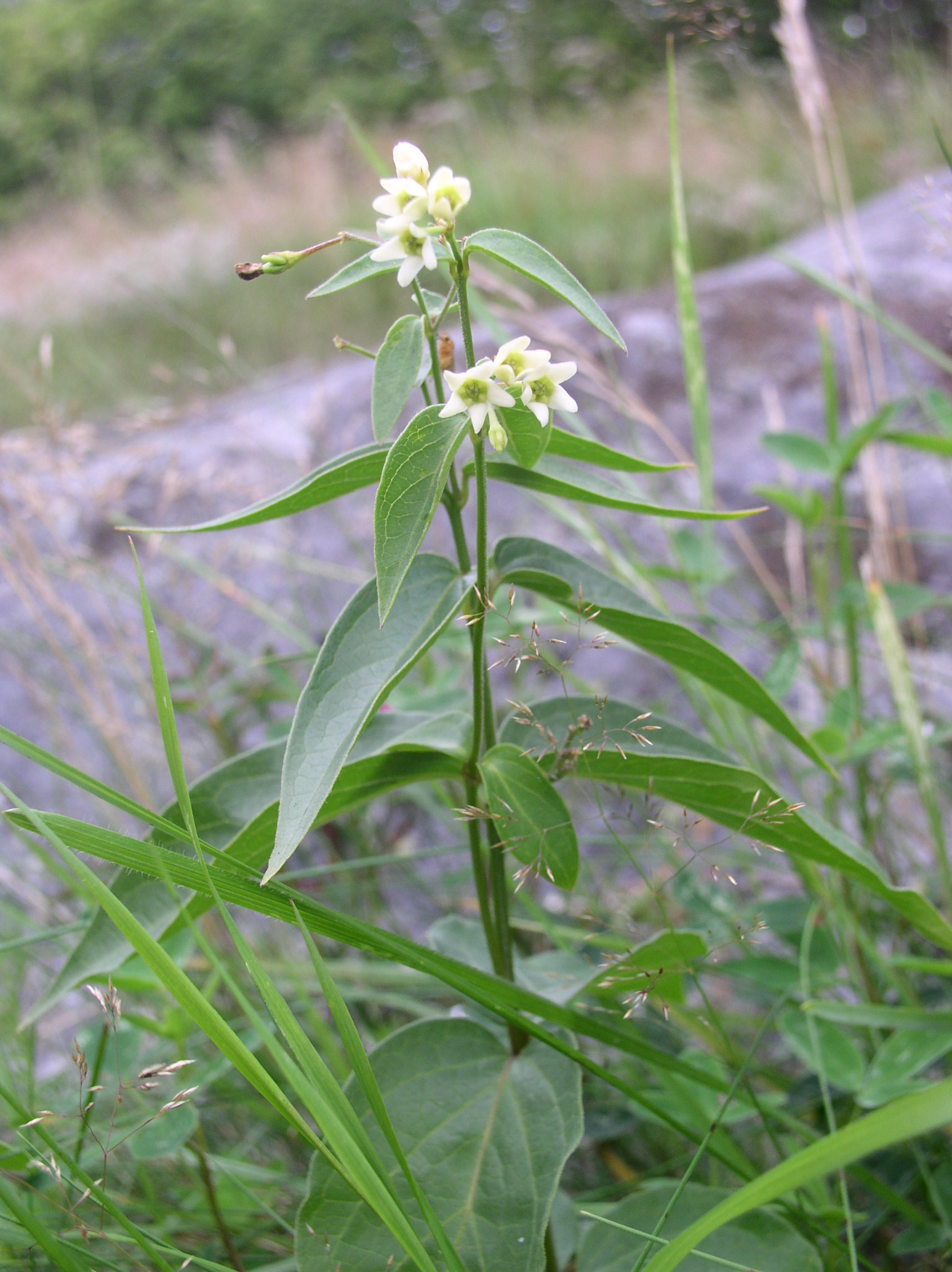

## Caracteres
Erecta, casi glabra, a menudo perenne retorcida de hasta 120 cm. Hojas ampliamente ovadas a ampliamente lanceoladas agudas, pelosas en nervios y márgenes por debajo. Flores blancas o amarillas, de 3-10 mm de diámetro, en una inflorescencia laxa de parte superior bastante palna. Lóbulos corolinos 5, ovados, carnosos, con escamas membranosas 2/3 el largo de los lóbulos. El fruto es un par de folículos fusiformes. Especie muy variable. Florece a final de primavera y en el verano.

## Hábitat
Bosques, malezas, riberas secas, taludes pedregosos, mejor en suelos calizos.

## Distribución
Gran parte de Europa, excepto Islandia, Gran Bretaña e Irlanda.

## Propiedades

### Principios activos
Contiene alcaloides, ácido clorogénico y ácido sinápico, flavonoides y cetonas terpénicas. Heterósidos ésteres como la vincetoxina (parecida a la condurangina). También contiene almidón.

### Medicina popular
Es diurética, sudorífica, expectorante y depurativa. Tomada en grandes cantidades es tóxica y provoca vómitos y diarreas.

## Taxonomía
Nombres comunes
- Castellano: centósigo, hirundinaria, matatósigo, mataveneno, pimiento de monte, vencetorigo, vencetosigo, vencetósigo, vence-veneno, vincetósigo, vincetóxico.[3]

## Información
Esta planta es componente de un remedio homeopático llamado ENGYSTOL (Laboratorio Heel).
Sinonimia
- Antitoxicum laxum  (Bartl.) Pobed.
- Antitoxicum officinale Pobed.
- Asclepias vincetoxicum L.
- Cynanchum laxum Bartl.
- Cynanchum luteum (Miller) Steudel
- Cynanchum vincetoxicum var. vincetoxicum
- Cynanchum vincetoxicum (L.) Pers.
- Vincetoxicum laxum (Bartl.) C.Koch
- Vincetoxicum   ruscinonense Timb.-Lagr.